# Solid-state lighting

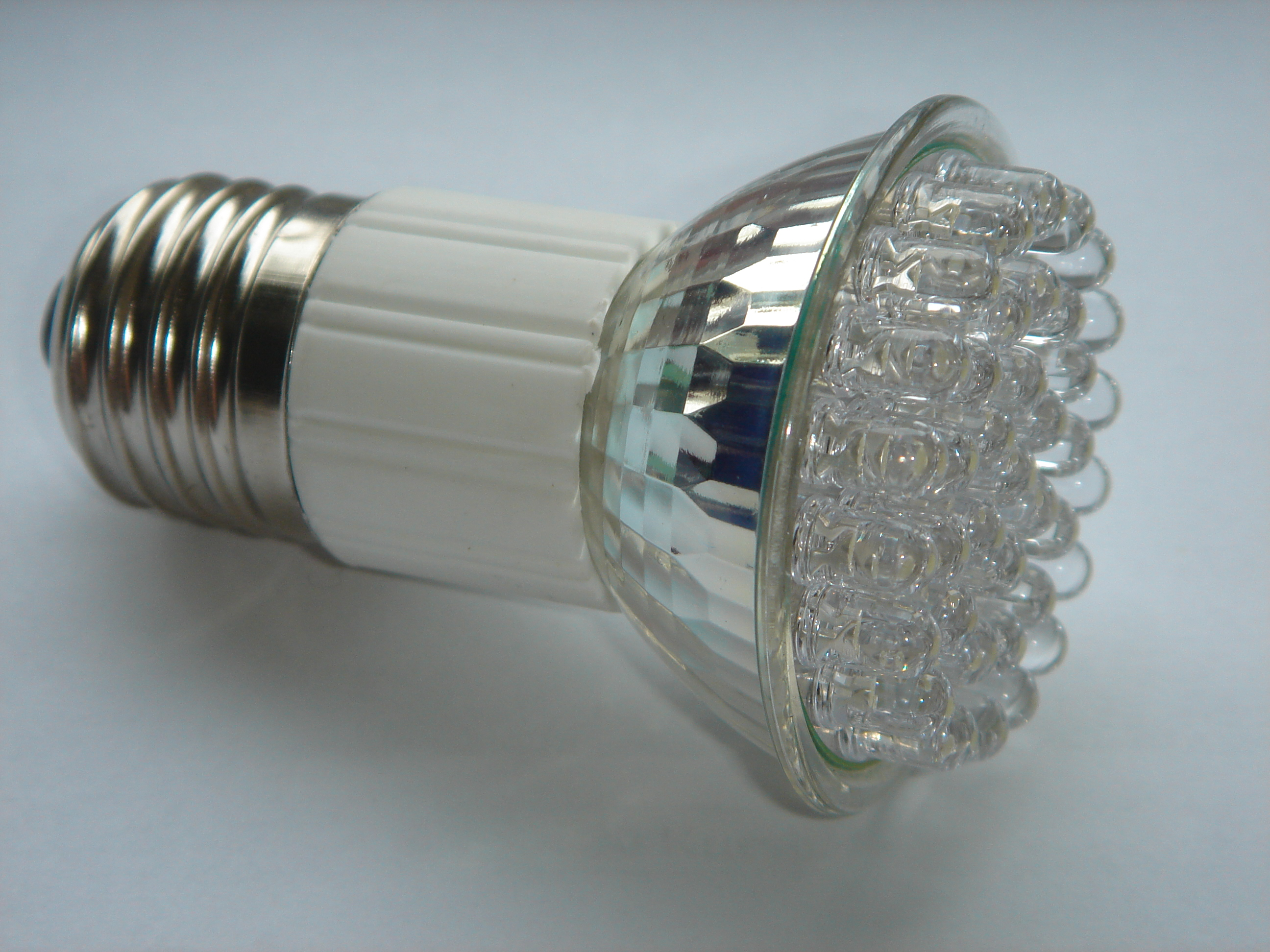
Een ledlamp met een Edison E27 (27 mm) schroefdraad

Solid-state lighting (SSL) is een type verlichting dat gebruikmaakt van leds, oleds of polymer light emitting diodes (pled) als de bron van verlichting (in plaats van gloeidraden of gasontladingen). De term solid state (als in solid state physics, vastestoffysica) refereert aan het feit dat het licht in een led afkomstig is van een halfgeleider in plaats van een gloeidraad of gasontlading zoals het geval is in traditionele gloeilampen en fluorescentielampen.
SSL produceert vrijwel zonder hitte zichtbaar licht. Het ontwerp heeft een grotere weerstand tegen schokken, trillingen en slijtage dan 'traditionele' verlichting, wat van invloed is op de levensduur.